# Gestreepte pijlstormvogel
De gestreepte pijlstormvogel (Calonectris leucomelas) is een vogel uit de familie van de stormvogels en pijlstormvogels (Procellariidae).

## Verspreiding en leefgebied
Broedt op eilanden bij Japan, het Koreaans Schiereiland en de oostkust van Rusland. Buiten de broedtijd bevindt deze stormvogel zich voornamelijk in het westelijke deel van de Grote Oceaan.

## Status
De grootte van de populatie is in 2004 geschat op 3 miljoen vogels en aangenomen wordt dat dit fors is afgenomen. Op de Rode lijst van de IUCN heeft deze soort de status gevoelig.